# Odzisi
Odzisi (gruz. ოძისი) – wieś w Gruzji, w regionie Mccheta-Mtianetia, w gminie Duszeti. W 2014 roku liczyła 513 mieszkańców.

## Urodzeni
- Georgi Eristawi